# شيريل موراي
شيريل موراي (بالإنجليزية: Cheryl Murray)‏ هي ممثلة بريطانية، ولدت في 13 يوليو 1952 في ليفربول في المملكة المتحدة.

## وصلات خارجية
- شيريل موراي على موقع IMDb (الإنجليزية)
- شيريل موراي على موقع قاعدة بيانات الفيلم (الإنجليزية)